# Le Veurdre
Le Veurdre är en kommun i departementet Allier i regionen Auvergne-Rhône-Alpes i de centrala delarna av Frankrike. Kommunen ligger  i kantonen Lurcy-Lévis som ligger i arrondissementet Moulins. År 2022 hade Le Veurdre 476 invånare.

## Befolkningsutveckling
Antalet invånare i kommunen Le Veurdre
Referens: INSEE